# Fusariella formosana
Fusariella formosana är en svampart som beskrevs av Matsush. 1985. Fusariella formosana ingår i släktet Fusariella, divisionen sporsäcksvampar och riket svampar.   Inga underarter finns listade i Catalogue of Life.